# Макс Фріберг
Макс Фріберг (швед. Max Friberg; 20 листопада 1992, м. Шевде, Швеція) — шведський хокеїст, правий/лівий нападник. Виступає за «Фрелунду» у Шведській хокейній лізі.
Вихованець хокейної школи ХК «Шевде». Виступав за ХК «Тімро», ХК «Сундсвалль», «Норфолк Едміралс», Анагайм Дакс, «Сан-Дієго Галлс», «Сент-Джонс Айскепс».
В чемпіонатах Швеції — 103 матчі (13+13), у плей-оф — 20 матчів (7+6).
У складі молодіжної збірної Швеції учасник чемпіонатів світу 2011 і 2012. У складі юніорської збірної Швеції учасник чемпіонату світу 2010.
Досягнення
- Переможець молодіжного чемпіонату світу (2012)
- Срібний призер юніорського чемпіонату світу (2010).